# Faujasia salicifolia
Espèce
La faujasie à feuilles de saule ou chasse vieillesse (Faujasia salicifolia) est une espèce de plante à fleurs de la famille des Asteraceae, endémique de  l'île de La Réunion, département d'outre-mer français dans le sud-ouest de l'océan Indien.